# Johor Bahru
Die Hafenstadt Johor Bahru (das „neue Juwel“; andere Schreibweisen: Johore Bahru, Johor Baharu) ist eine Stadt in Malaysia an der Südspitze der malaiischen Halbinsel, unmittelbar der Insel Singapur gegenüberliegend. Umgangssprachlich wird die Stadt in der Region als „JB“ bezeichnet.

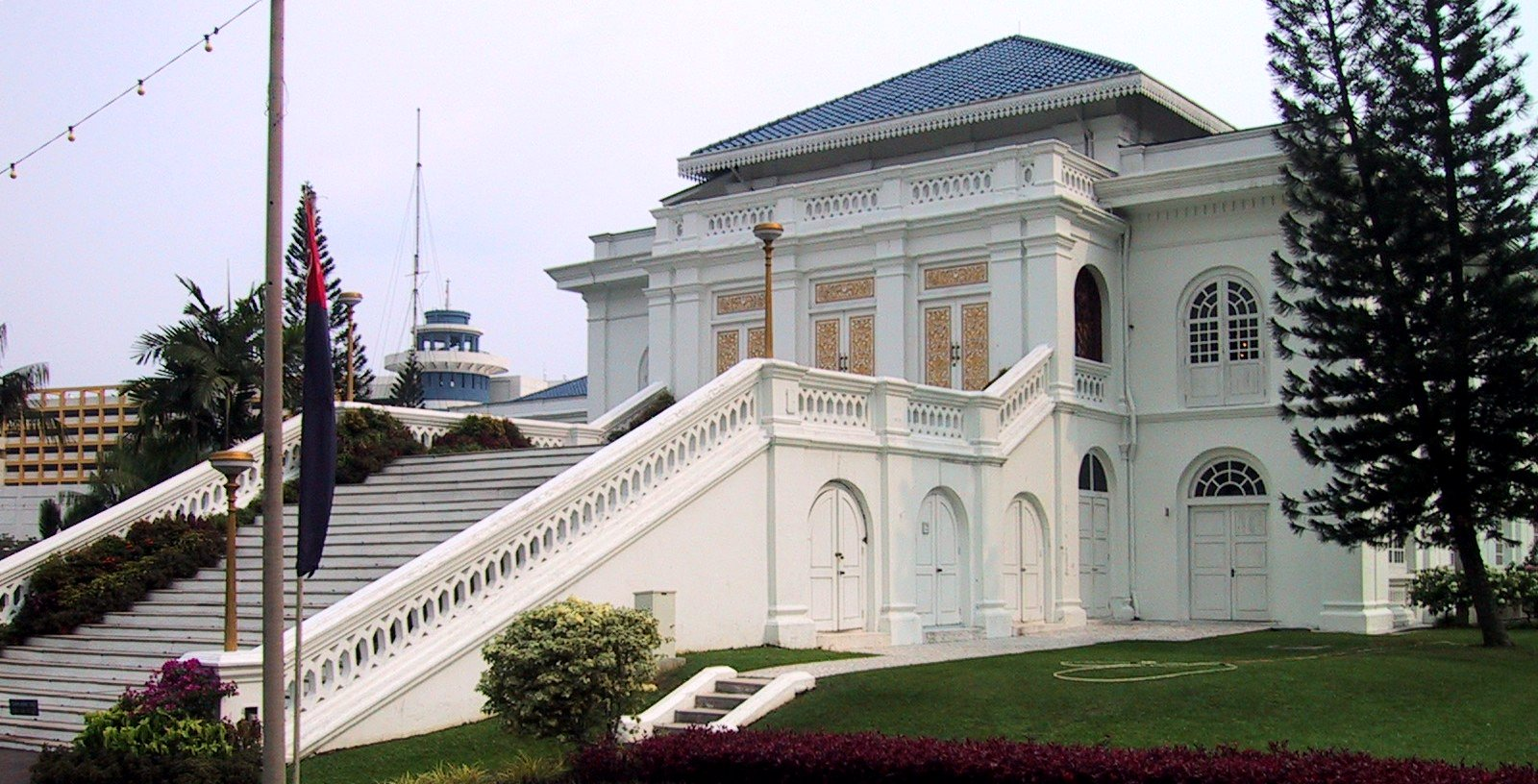
Sultanspalast

Johor Bahru ist die Hauptstadt des Bundesstaates Johor und mit 1.711.191 Einwohnern in der eigentlichen Stadt eines der wirtschaftlichen Zentren Malaysias.
Durch die Nähe zu Singapur wurde die Stadt zu einem Verkehrsknotenpunkt mit hohem Handelsaufkommen.
Sehenswürdigkeiten sind der Sultanspalast, der Park „Istana Garden Johor“ sowie die Abu-Bakar-Moschee, die Kirche der unbefleckten Empfängnis und der Sri-Mariamman-Tempel.
Aus Johor Bahru kommt mittels großer Rohrleitungen über den „Causeway“, einen Straßendamm, ein erheblicher Teil der Wasserversorgung für Singapur.

## Geschichte
Johor Bahru wurde im Jahre 1855 gegründet, nachdem der Herrscher von Johor, Temenggong Daing Ibrahim den Hauptsitz der Verwaltung dorthin verlegte. Zu der Zeit wurde der Ort als Tanjung Puteri bekannt, ein kleines malaiisches Fischerdorf. Tanjung Puteri wurde dann am 1. Januar 1866 von Ibrahims Sohn und Nachfolger Temenggong Abu Bakar von Johor in Johor Bahru umbenannt. Unter Abu Bakar erfuhr Johor Bahru ein schnelles Wachstum. Während seiner Herrschaft wurden unter anderem die Abu Bakar Moschee, der Istana Besar und der Menteri Besar erbaut. Auch erfuhr die Stadt in der Zeit eine Einwanderungswelle an Chinesen.
In der Schlacht von Malaya im Zweiten Weltkrieg eroberte die japanische Armee am 31. Januar 1942 die Stadt und die Residenz des Sultans wurde zu einem Planungszentrum für die Eroberung Singapurs, die Nachbarstadt Johor Bahrus. Kurz nach dem Krieg wurde die Stadt zu einem Zentrum des malaiischen Nationalismus. Johor Bahru wurde zum Gründungsort der United Malay National Organisation (UMNO), der dominierenden politischen Kraft in der Regierungskoalition Barisan Nasional.
In den 1960er Jahren erfuhr die Stadt einen wirtschaftlichen Aufschwung. Dadurch kam es zu Erschließung von Siedlungsgebieten und Industrieniederlassungen. Durch das stetige Wachstum wurde Johor Bahru schließlich am 1. Januar 1994 der Stadtstatus verliehen.

## Wirtschaft
Mitte der 1990er wurde im Stadtzentrum ein Central Business District rund um die Gebiete von Jalan Wong Ah Fook und vom Johor–Singapore Causeway errichtet. Der Bundesstaat Johor und die malaysische Bundesregierung unterstützen das Wirtschaftsprogramm mit Staatsgeldern.

## Verkehr
Der Senai International Airport, IATA-Code JHB, ist der Flughafen der Stadt.
JB ist für den Straßenverkehr ein zentraler Knoten zwischen Malaysia und Singapur.
Der Schienenverkehr soll in den nächsten Jahren zwischen Johor Bahru-Kuala Lumpur modernisiert werden.
Ab 2026 wird eine Schnellbahnverbindung, das Johor Bahru-Singapore Rapid Transit System (RTS) in Betrieb gehen, wodurch die Anbindung zwischen Johor Bahru Sentral Station und der MRT-Station Woodlands North verbessert wird.
Seit 1994 besteht die Permas Jaya Bridge.

## Söhne und Töchter der Stadt
- Sultan Mahmud Iskandar Al-Haj (1932–2010), Yang di-Pertuan Agong (König von Malaysia) von 1984 bis 1989
- Zeti Akhtar Aziz (* 1947), Managerin
- Nauraj Singh Randhawa (* 1992), Hochspringer
- Haziq Kamaruddin (1993–2021), Bogenschütze

## Galerie

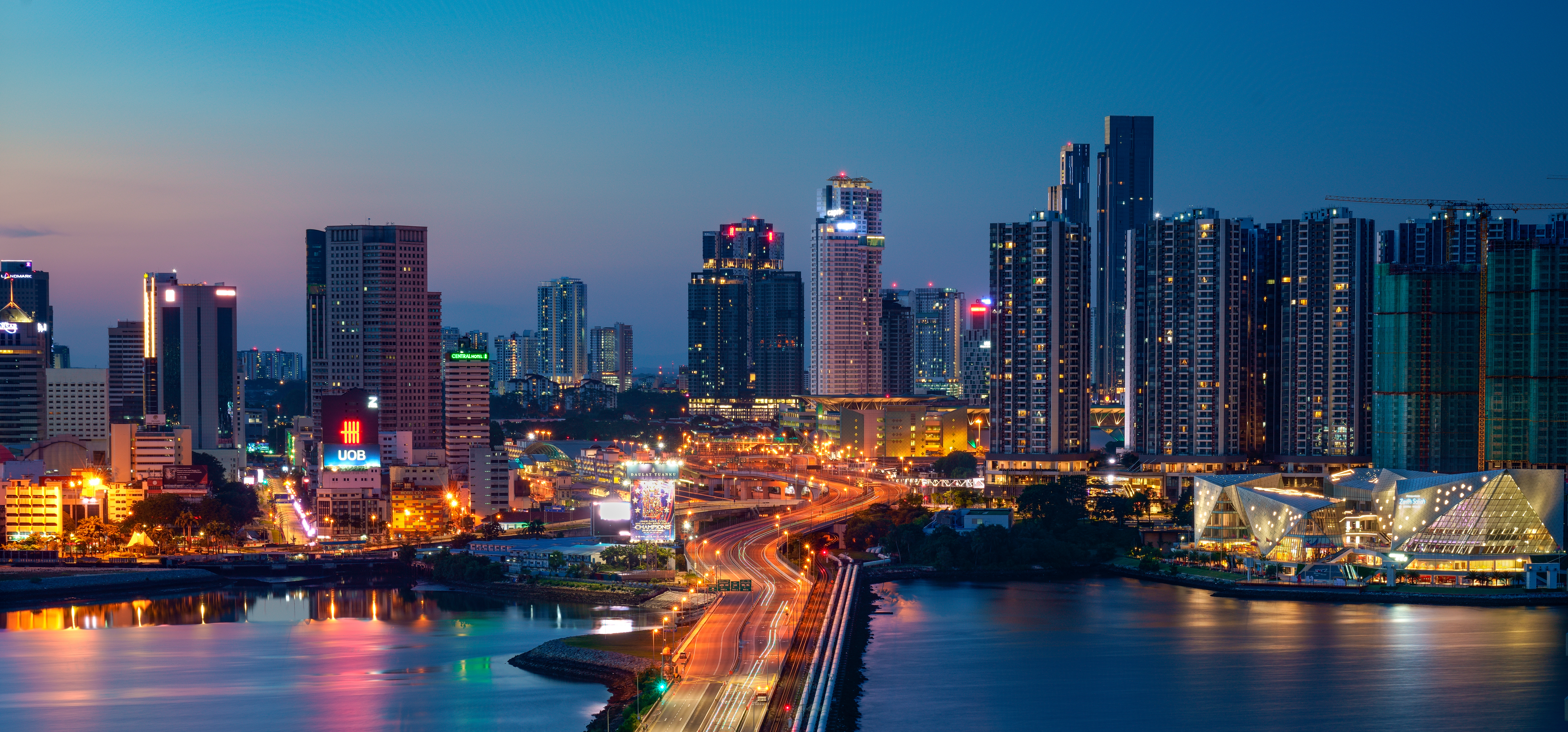
Skyline bei Nacht
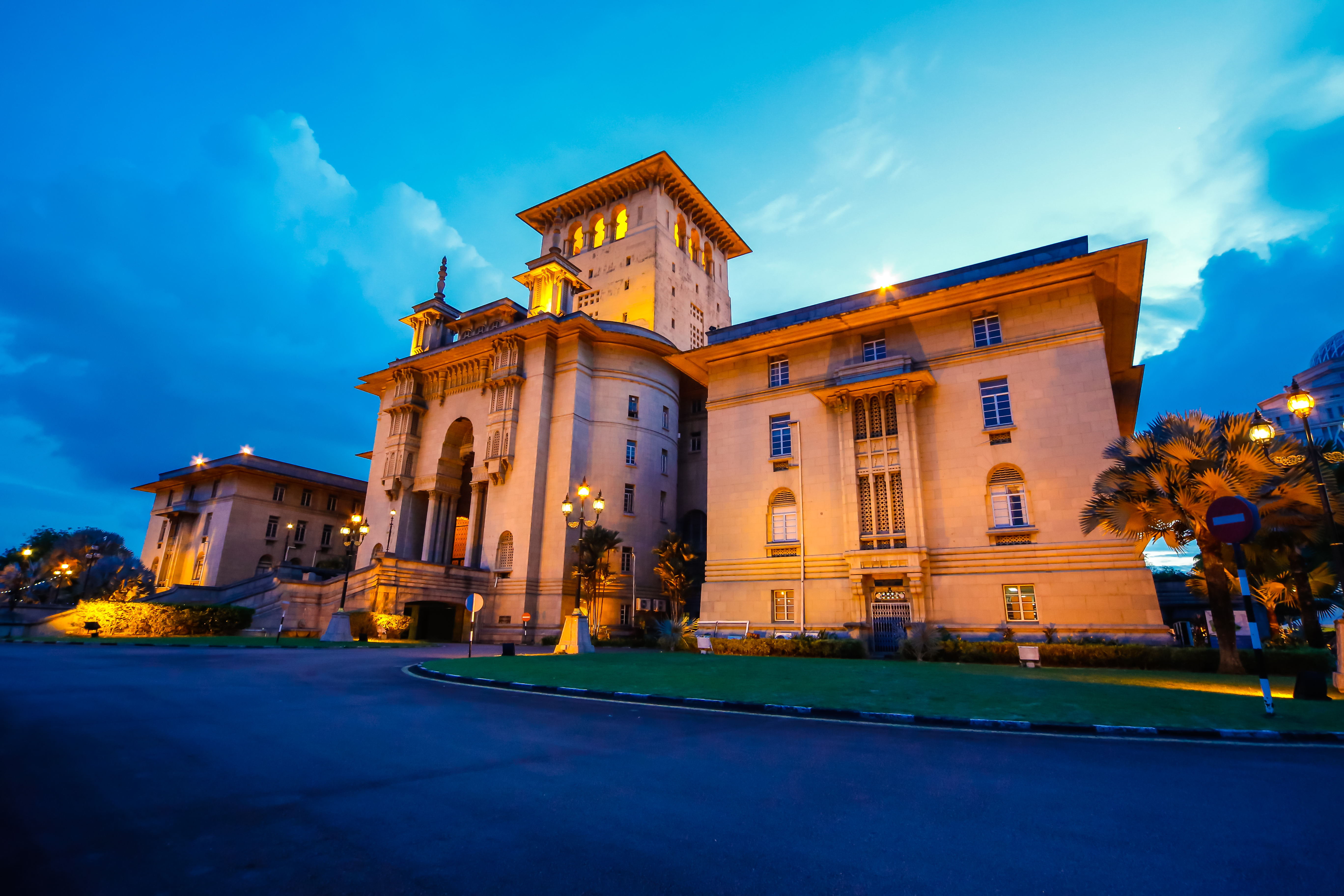
Sultan Ibrahim Building
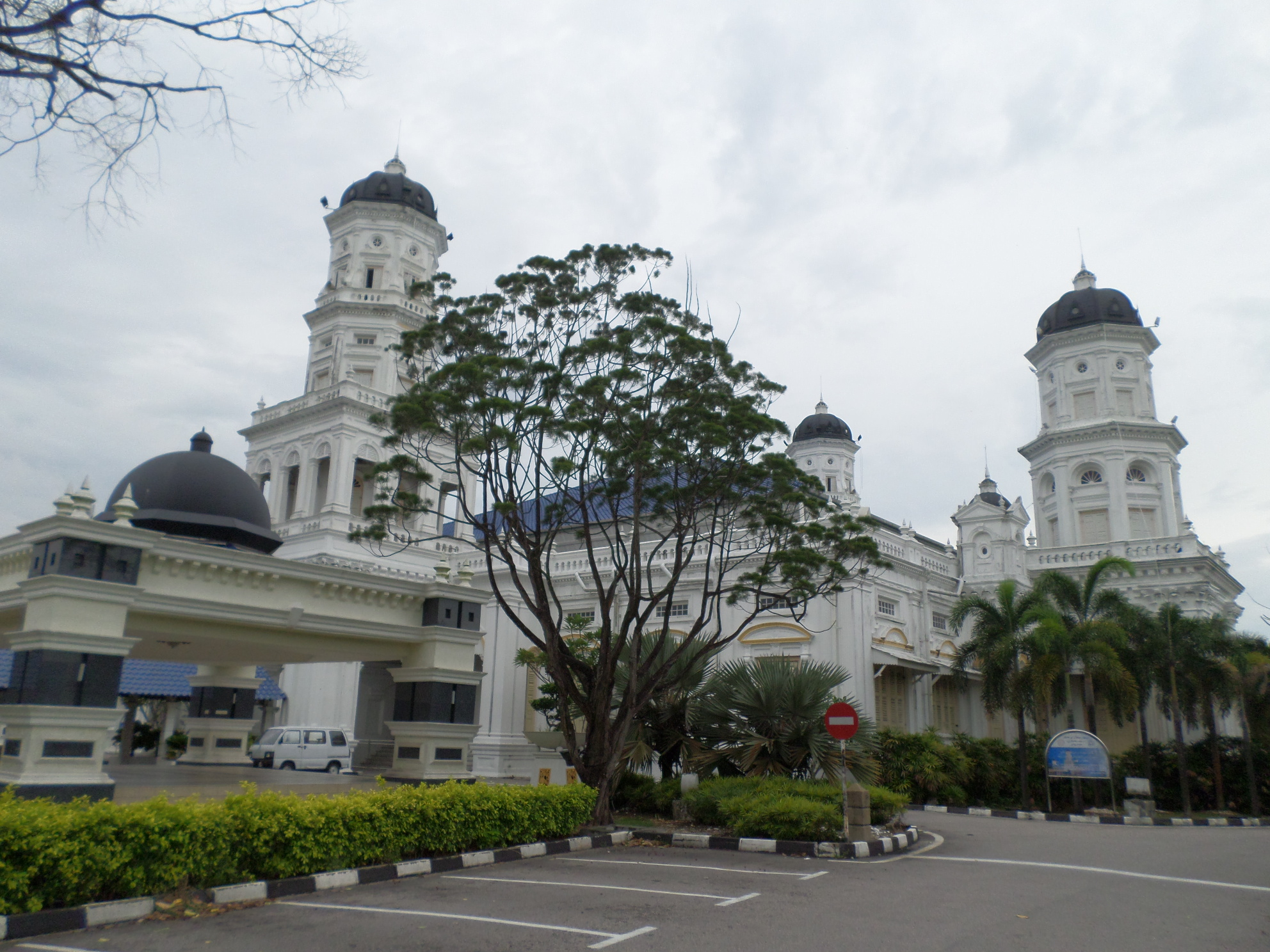
Sultan Abu Bakar-Moschee
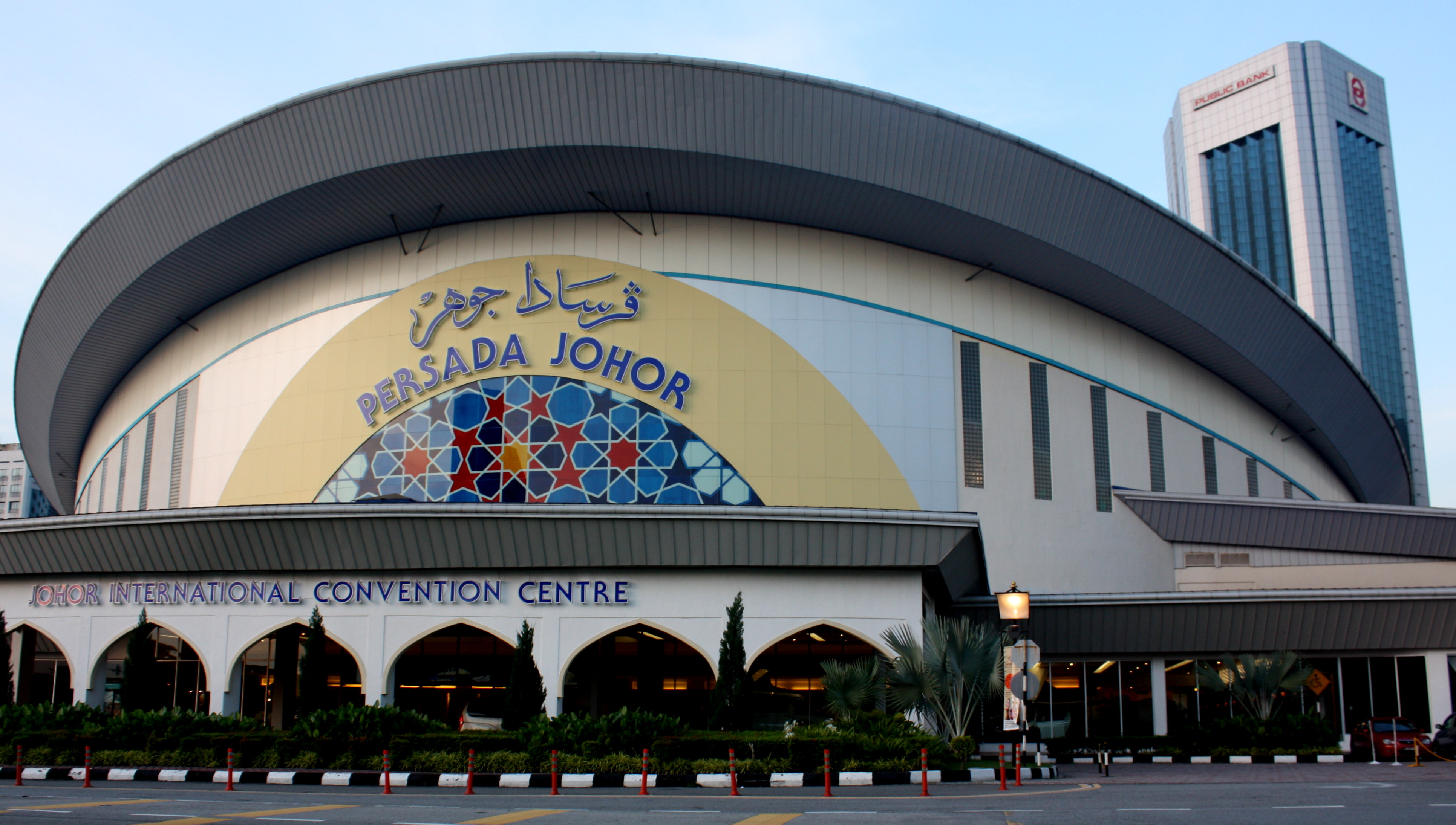
Persada Johor International Convention Centre
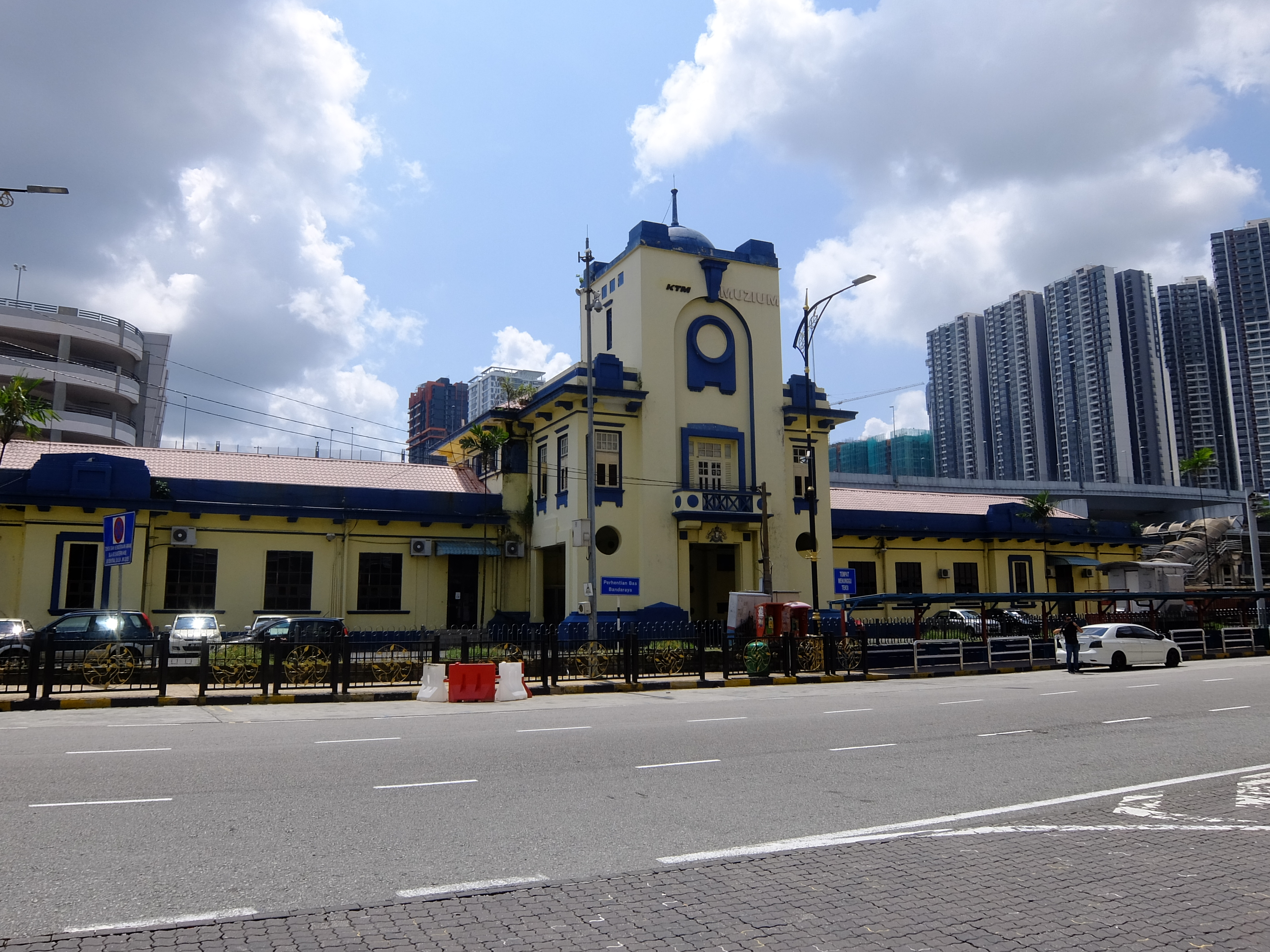
Alter Bahnhof und heutiges Museum
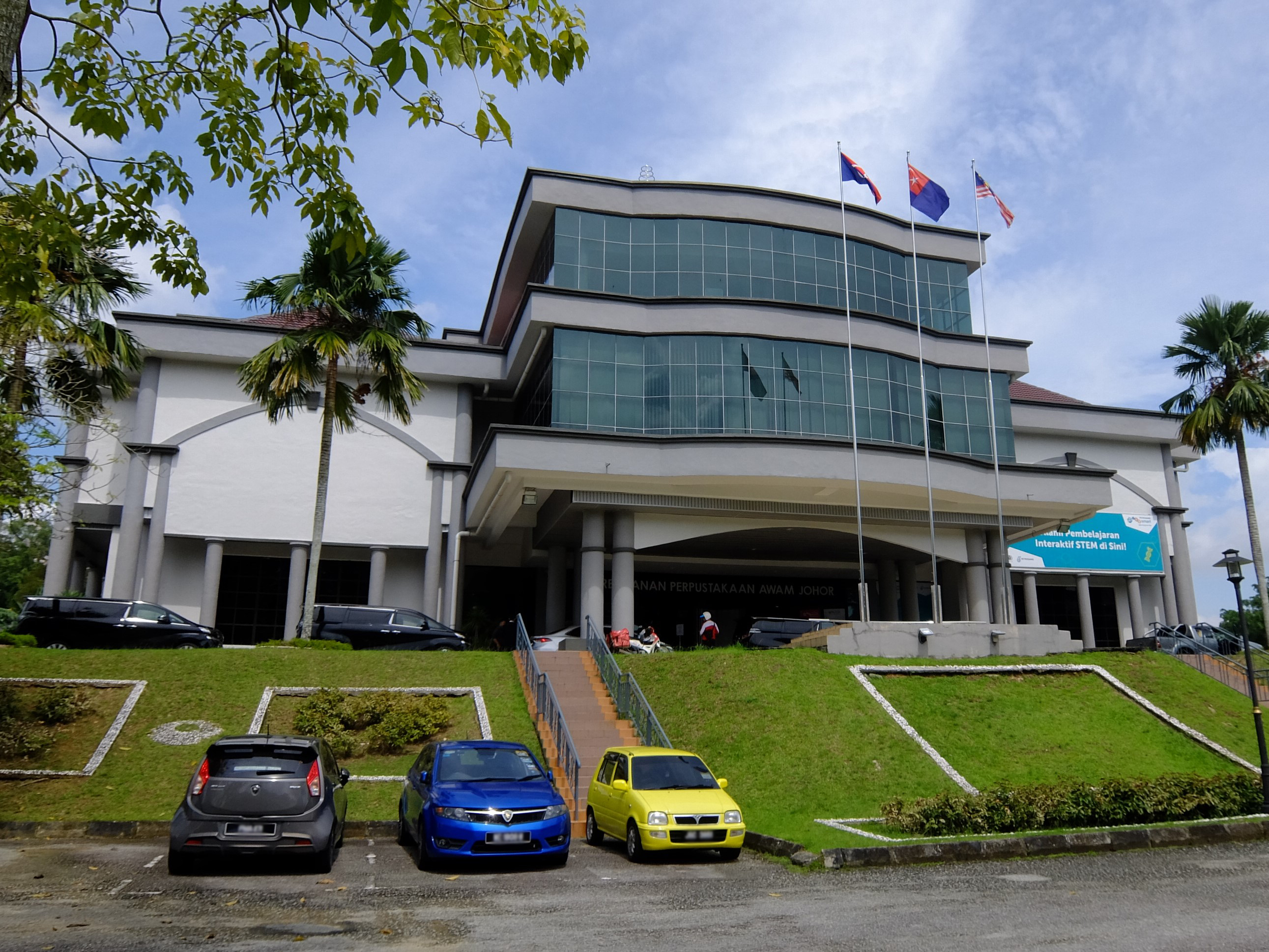
Öffentliche Bibliothek
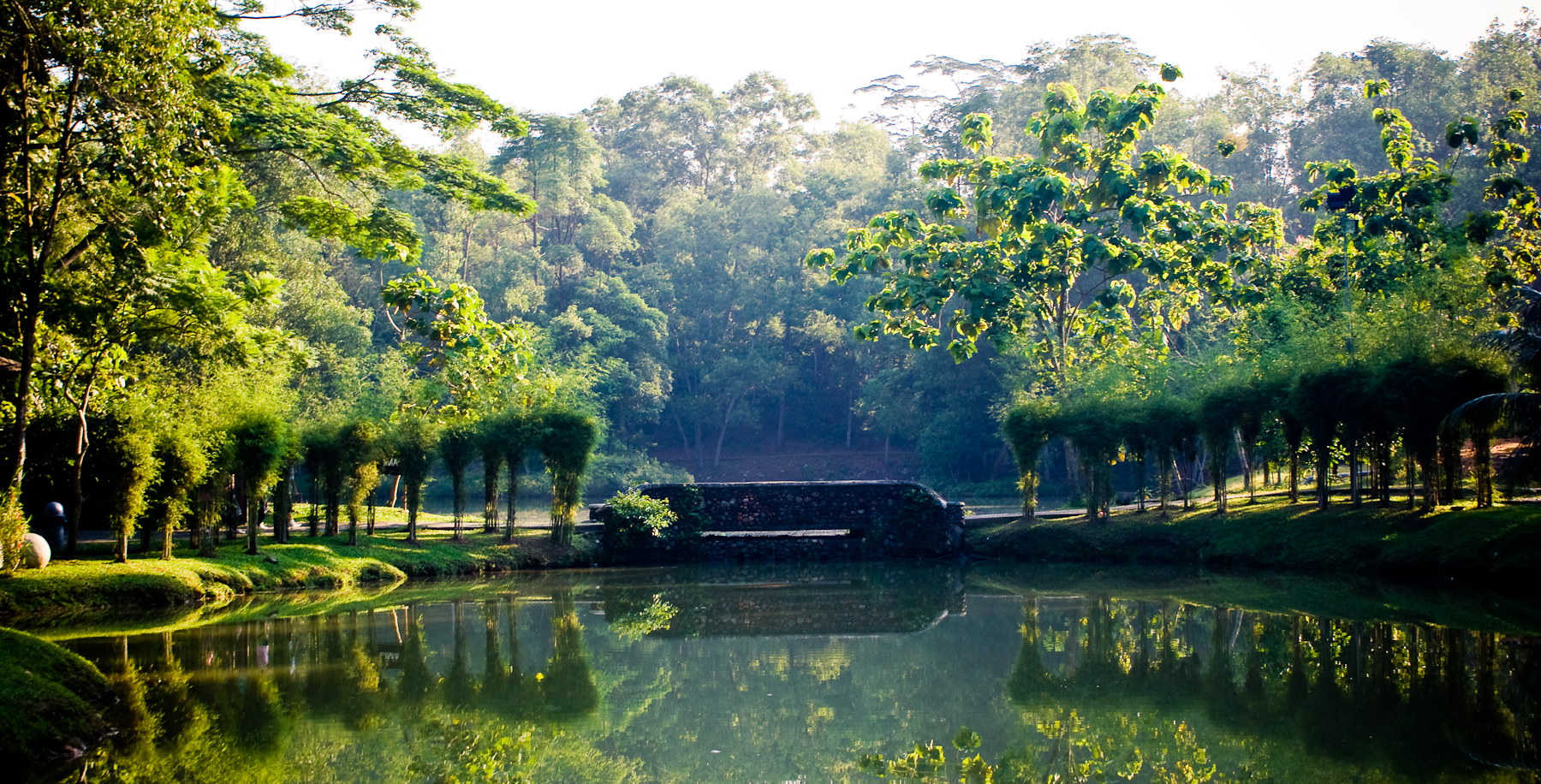
Grünfläche

## Klimatabelle
|                       | Jan   | Feb   | Mär   | Apr   | Mai   | Jun   | Jul   | Aug   | Sep   | Okt   | Nov   | Dez   |   |         |
| Mittl. Tagesmax. (°C) | 31,0  | 32,0  | 32,5  | 32,8  | 32,5  | 32,1  | 31,5  | 31,5  | 31,5  | 31,8  | 31,3  | 30,6  | ⌀ | 31,8    |
| Mittl. Tagesmin. (°C) | 21,9  | 22,0  | 22,4  | 22,9  | 23,1  | 22,9  | 22,4  | 22,4  | 22,4  | 22,6  | 22,7  | 22,4  | ⌀ | 22,5    |
|                       |       |       |       |       |       |       |       |       |       |       |       |       |   |         |
| Niederschlag (mm)     | 162,6 | 139,8 | 203,4 | 232,8 | 215,3 | 148,1 | 177,0 | 185,9 | 190,8 | 217,7 | 237,6 | 244,5 | Σ | 2.355,5 |
|                       |       |       |       |       |       |       |       |       |       |       |       |       |   |         |
| Regentage (d)         | 11    | 9     | 13    | 15    | 15    | 12    | 13    | 13    | 13    | 16    | 17    | 15    | Σ | 162     |

| 21,9 |

| 22,0 |

| 22,4 |

| 22,9 |

| 23,1 |

| 22,9 |

| 22,4 |

| 22,4 |

| 22,4 |

| 22,6 |

| 22,7 |

| 22,4 |

| 21,9 |

| 22,0 |

| 22,4 |

| 22,9 |

| 23,1 |

| 22,9 |

| 22,4 |

| 22,4 |

| 22,4 |

| 22,6 |

| 22,7 |

| 22,4 |